# Bob Jakobsen
Bob Jakobsen (sinh khoảng năm 1916) là một phóng viên ảnh người Mỹ làm việc cho tờ Los Angeles Times chủ yếu hoạt động từ thập niên 1930 đến thập niên 1960.

## Sự nghiệp
Bức ảnh nổi tiếng nhất của Jakobsen đã giành chiến thắng trong cuộc thi ảnh thường niên năm 1942 của hãng tin Associated Press dành cho bang California và Nevada, và đứng ở vị trí thứ tư trong cuộc thi toàn quốc do Associated Press tổ chức năm 1943. Bức ảnh này được Edward Steichen chọn cho cuộc triển lãm lưu diễn thế giới The Family of Man năm 1955 của Bảo tàng Nghệ thuật Hiện đại, với 9 triệu du khách tới xem. Khi vào năm 1940, nước Mỹ cho mở rộng biên chế quân đội, các đơn vị đều được điều động đến những khu căn cứ rộng mở ở Thái Bình Dương, bao gồm Đội Pháo binh Ven biển 251  (1.200 Vệ binh Quốc gia), nhận lệnh khởi động vào ngày 16 tháng 9 năm 1940, được điều chuyển đến Hawaii. Đơn vị phòng không sau này chịu trách nhiệm bắn rơi ít nhất hai máy bay tấn công của quân phát xít Nhật tại Trân Châu Cảng vào ngày 7 tháng 12 năm 1941.
Năm bức ảnh chụp những người bước lên tàu chở khách sang trọng Washington  của nhiếp ảnh gia Jakobsen làm việc cho tờ Los Angeles Times xuất hiện trong phần ảnh in bằng máy in quay đăng trên tờ Los Angeles Times Chủ nhật ngày 17 tháng 11 năm 1940, chính là bức ảnh được tác giả cắt và chỉnh sửa đã tái hiện khung cảnh chàng binh nhì John Winbury đang tiễn biệt một cậu bé khóc đầm đìa.
Suốt trong Thế chiến thứ hai, Jakobsen nhận lời phía Hải quân viết tài liệu quảng bá, đặc biệt là cho Trạm Huấn luyện Cục Hàng hải Hoa Kỳ tại Avalon.
Một bức ảnh khác được đăng trên tờ Los Angeles Times, từ ngày 22 tháng 6 năm 1947, tái hiện cảnh tàu chở dầu S. S. Markay bốc cháy sau vụ phát nổ tại Cảng Los Angeles.

## Đời tư
Jakobsen gặp người vợ tương lai tên là Lucia Hammer (1917–2007) tại một câu lạc bộ nhiếp ảnh ở Portland. Họ kết hôn được mười tám năm.

## Bộ sưu tập ảnh
- Bảo tàng The Family of Man, Lâu đài Clervaux, Luxembourg
- Kho ảnh báo Los Angeles Times, UCLA, Bộ sưu tập Đặc biệt Thư viện, Thư viện Nghiên cứu Charles E. Young[8]
- Bộ sưu tập ảnh Thư viện Công cộng Los Angeles, Thư viện Công cộng Los Angeles[9]
- Kho ảnh Trường Đại học Claremont, Thư viện Trường Đại học Claremont[10]

## Ấn phẩm
- Montoya, Carina Monica (2018), Pacific Coast Highway in California, Arcadia Publishing, ISBN 978-1-4671-2751-6